# Schranne (Marktsteft)

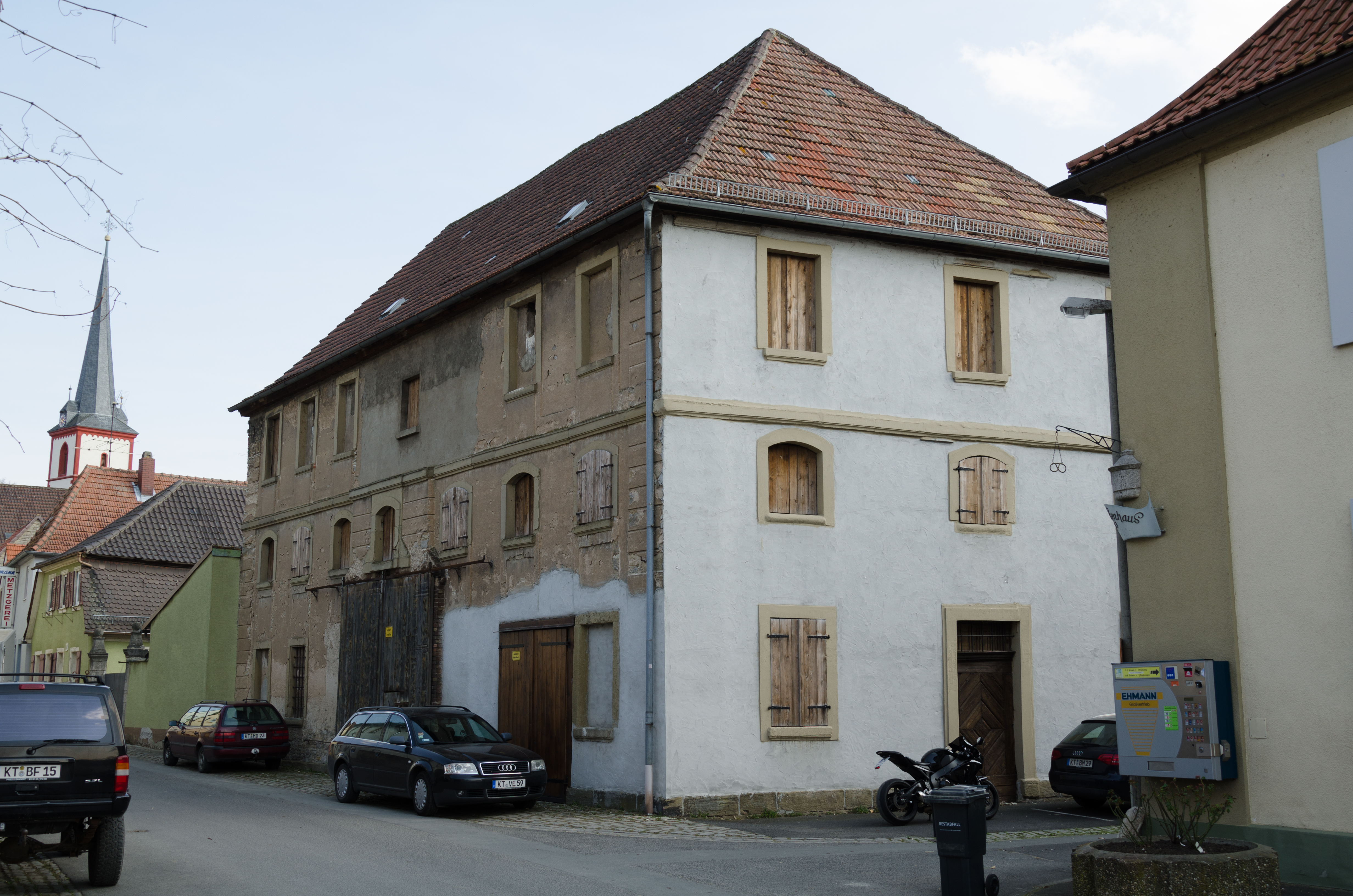
Schranne in Marktsteft

Die Schranne (Adresse Schrannengasse 11, früher Hausnummer 145) ist ein denkmalgeschütztes Gebäude in der unterfränkischen Stadt Marktsteft. Der Bau entstand im Zuge der merkantilistischen Förderung Marktstefts durch die Markgrafen von Brandenburg-Ansbach als Markthalle.

## Geschichte
Die sogenannte Schranne geht auf die Förderung des Ortes zurück, der bereits in den 1710er Jahren einsetzte und seinen Ursprung in der Konkurrenz des hochstiftisch-würzburgischen Handelsortes Kitzingen hatte. Marktsteft, ursprünglich Steft, erhielt 1729 Marktrecht und wurde in den folgenden Jahren mit einem Binnenhafen ausgestattet. Pläne, das Dorf zu einer Planstadt auszubauen, setzte man jedoch nicht um. Lediglich die sogenannte Hafensiedlung zwischen Altort und Schiffsanlege entstand.
Die Schranne entstammt der individuellen Förderung der Bürgerfamilie Keerl, die über mehrere Jahrzehnte bedeutende Posten in Marktsteft und in der markgräflichen Hauptstadt Ansbach innehatten. Der damalige Schultheiß Samuel Keerl stellte den Bauplatz zur Verfügung. Im Jahr 1750 begannen die Bauarbeiten, 1751 wurde das Anwesen fertiggestellt. Insgesamt verschlangen die Bauarbeiten die Summe von 2584 Gulden. Zur Einweihung wurde ein großer Getreidemarkt veranstaltet, zu dem die Händler der Ämter der Umgebung eingeladen worden waren.
Schnell entwickelte sich die Schranne zu einem Anlaufpunkt für Handelstreibende aus der näheren Umgebung. So erreichten Produkte aus Albertshofen, Dettelbach, Einersheim, Frankenberg, Gnötzheim, Großlangheim, Hohenfeld, Hüttenheim, Iphofen, Kitzingen, Kleinlangheim, Mainbernheim, Mainstockheim, Rödelsee, Schwarzach, Sulzfeld, Wässerndorf und Willanzheim Marktsteft. Um die Schranne entwickelten sich mehrere Gemeindeämter in Marktsteft, die zur Aufsicht über die rechtmäßige Abhaltung des Marktes abgestellt wurden.
Nach der Auflösung der Markgrafschaft und dem Übergang an Bayern wurde die Schranne im Jahr 1814 vom bayerischen Staat an die Gemeinde Marktsteft für 2000 Gulden verkauft. Zwar wurde in der Folge die Tradition der Märkte wiederbelebt, allerdings entwickelten sie sich schnell für die Gemeinde zu einem Zuschussgeschäft. Zeitweise plante man, in den Räumlichkeiten die örtliche Volksschule unterzubringen. Erst 1878 veräußerte die Gemeinde die Schranne und verkaufte sie an den Landwirt Georg Seitz, der sie in eine Scheune umwandelte.

## Beschreibung
Die ehemalige Schranne wird heute vom Bayerischen Landesamt für Denkmalpflege als Baudenkmal eingeordnet. Untertägige Überreste von Vorgängerbauten sind als Bodendenkmal vermerkt. Daneben ist das Haus Teil des Ensembles Ortskern Marktsteft mit Hafensiedlung, wobei es zur historischen Siedlung am Hafen gezählt wird. Es präsentiert sich als dreigeschossiges Gebäude und schließt mit einem Walmdach ab. Einzige Gliederungselemente sind das umlaufende Gurtgesims, die halbrunden Fenster des Obergeschosses und der Mittelrisalit. Bei Umbauten im 20. Jahrhundert brachte man ein Scheunentor an.